# Annali di Marbach
Gli Annali di Marbach (Annales Marbacenses qui dicuntur. Cronica hohenburgensis cum continuatione et additamentis neoburgensibus) sono un insieme di documenti medievali che coprono un periodo che va dal VII al XIII secolo. Prendono il nome dall'abbazia di Murbach (un tempo Marbach), in Alsazia (odierna Francia), da cui probabilmente proviene la prima parte di questi testi (che arrivano a circa il 1200). Questa prima porzione, risalente ai primissimi anni del XIII secolo, si rifà alla Chronica de duabus civitatibus di Ottone di Frisinga (1112-1158) e forse a precedenti annali da Strasburgo. A questa porzione fu presto aggiunto un secondo gruppo di testi, più tardi, forse provenienti dall'abbazia di Neuburg e raccolti nella forma in cui oggi sono conservati forse intorno al 1240.
Il complesso dei documenti sopravvive in un manoscritto conservato a Jena e composto nel XIII secolo a integrazione di una versione manoscritta del XII secolo della Chronica di Ottone.